# Puxieux
Puxieux – miejscowość i gmina we Francji, w regionie Grand Est, w departamencie Meurthe i Mozela.
Według danych na rok 1990 gminę zamieszkiwało 140 osób, a gęstość zaludnienia wynosiła 25 osób/km² (wśród 2335 gmin Lotaryngii Puxieux plasuje się na 905. miejscu pod względem liczby ludności, natomiast pod względem powierzchni na miejscu 956.).